# Fernando Llorente Mañas
Fernando Llorente Mañas (Segovia, 18 settembre 1990) è un calciatore spagnolo, centrocampista del Gimnástica Segoviana.

## Carriera

### Club
Il 1º luglio 2015 viene acquistato dalla squadra rumena dell'ACS Poli Timișoara.